# Lazare Ponticelli
Lazare Ponticelli (Bettola, 7 december 1897 - Le Kremlin-Bicêtre, 12 maart 2008) was de laatst overgebleven Franse veteraan uit de Eerste Wereldoorlog. Tevens was hij op 110-jarige leeftijd de oudste man die geboren was in Italië en de oudste levende man van Frankrijk.
Ponticelli werd geboren als "Làzzaro" in het Noord-Italiaanse Bettola. In 1907 verhuisde hij naar Frankrijk. Iets meer dan zes jaar later, op zestienjarige leeftijd, ging hij in dienst van het Franse vreemdelingenlegioen. Later, in 1915, meldde hij zich bij het Italiaanse leger. Ponticelli raakte gewond in Tirol, vechtend tegen de Oostenrijkers. Hij werd door artillerievuur in zijn hoofd geraakt. Op miraculeuze wijze heeft hij dat echter overleefd.
Gedurende de jaren '30 begon hij een buizen- en metaalfabriek met zijn broers. Het bedrijf heette "Ponticelli Frères". Het bedrijf liep goed en bestaat nog steeds.